# حسن أباد (دلغان)
حسن أباد (بالفارسية: حسن‌آباد) هي قرية تقع في قسم جلغة تشاة هاشم الريفي (مقاطعة دلغان) في إيران. يقدر عدد سكانها بـ 505 نسمة .